# Riku Matsuda (fodboldspiller, født 1999)
 For alternative betydninger, se Riku Matsuda. (Se også artikler, som begynder med Riku Matsuda)
Riku Matsuda (født 3. maj 1999) er en japansk fodboldspiller, som spiller for den japanske fodboldklub Gamba Osaka.